# Comportement agonistique

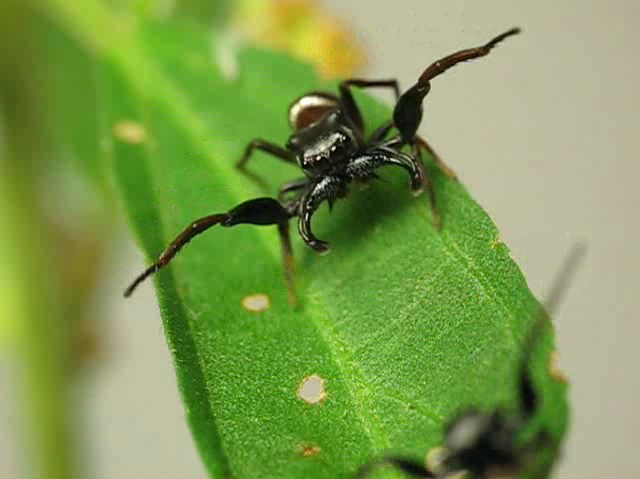
Comportement agonistique rituel chez l'araignée Zygoballus sexpunctatus.

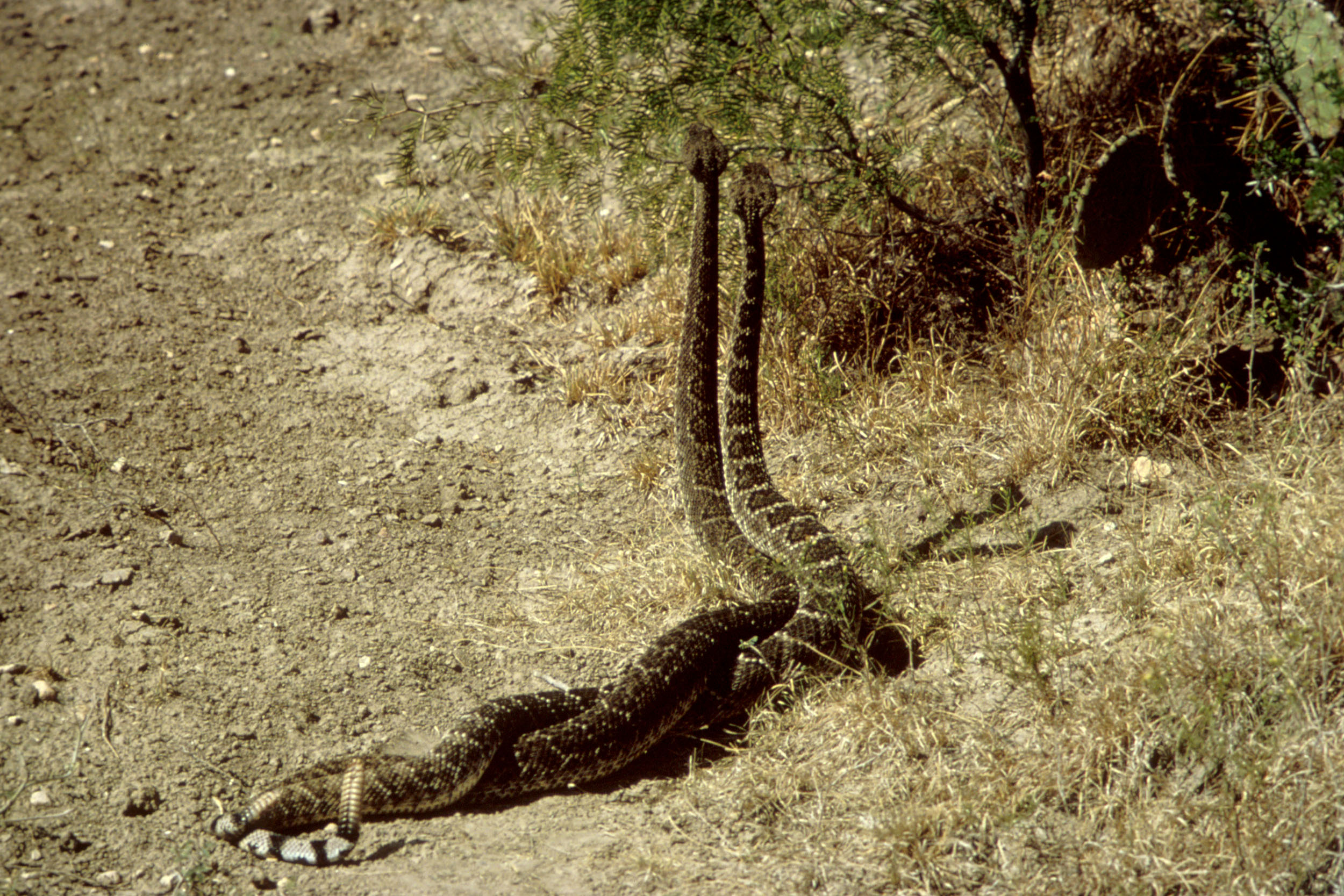
Combat rituel entre deux crotales.

En éthologie, un comportement agonistique (grec ancien ἀγωνιστικός, agônistikos, « de compétition ») désigne l'ensemble des conduites liées aux confrontations de rivalité entre individus. Ce comportement social qui englobe l'agression (attaque, comportement de menace, défense) et la fuite, est notamment chargé de régler les problèmes de tension dans un groupe social (territorialité, accouplement).

## Champ d'application
La définition ci-dessus inclut explicitement des conduites telles que le combat rituel (de), la subordination, la soumission, la retraite et la conciliation qui sont fonctionnellement et physiologiquement liées à un comportement agressif, mais ne relèvent pas de la définition étroite de « comportement agressif ».

Elle exclut les comportements liés aux relations prédateurs-proies (un cas particulier est cependant celui du cannibalisme).
La compréhension de ce concept n'est pas uniforme dans la littérature éthologique et certains auteurs l'utilisent dans le sens de « comportement agressif » et excluent donc le comportement de fuite.

## Postures, attitudes
Des postures typiques sont associées aux comportements agonistiques, avec par exemple chez les chiens les poils hérissés, dents montrées, aboiements, morsures ou au contraire queue basse, mise sur le dos.

## Lien avec la dominance
Les interactions agonistiques ne sont pas toujours liées à la dominance et l'accès privilégié aux ressources (alimentation, abreuvement, points de léchage ou de repos, partenaire social). Elles peuvent être favorisées dans les troupeaux instables (introduction de nouveaux individus au moment d'un réallotement, sortie d'individus pour les soins, le vêlage).